# Agalenatea redii
Espèce
Synonymes
- Aranea redii Scopoli, 1763
- Aranea aldrovandi Scopoli, 1763
- Aranea cratera Walckenaer, 1802
- Epeira solers Walckenaer, 1805
- Epeira agalena Hahn, 1834
- Anetes caeletron Menge, 1850
- Epeira biocellata Canestrini, 1868

Agalenatea redii est une espèce d'araignées aranéomorphes de la famille des Araneidae.

## Distribution
Cette espèce se rencontre en Europe, en Afrique du Nord, en Turquie, en Jordanie, en Irak, en Iran, en Asie centrale, en Russie jusqu'en Sibérie du Sud et en Chine.

## Description
Les mâles mesurent de 4,6 à 6,2 mm et les femelles de 6,6 à 10,3 mm

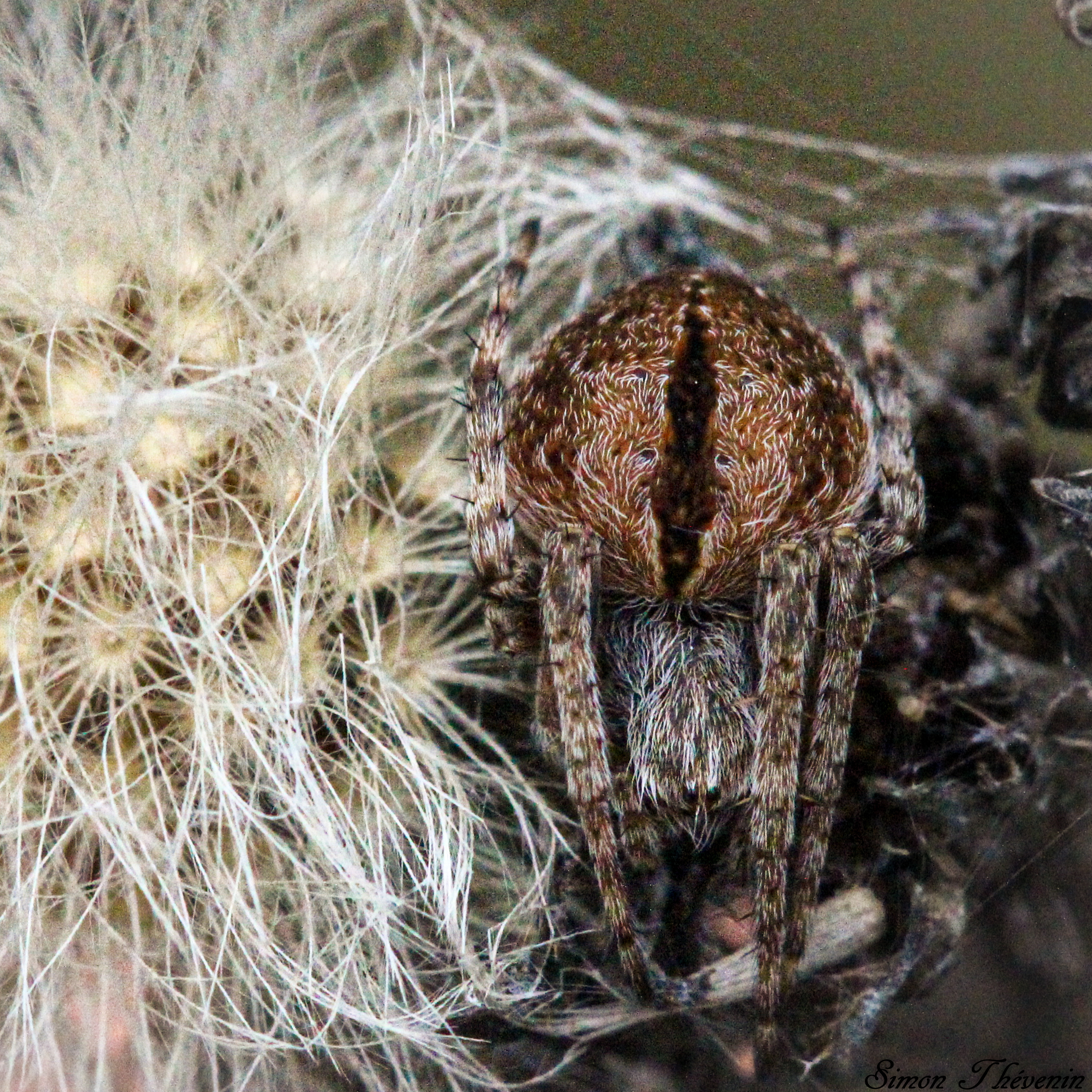
Agalenatea redii (Épeire de velours) femelle à Rognes.

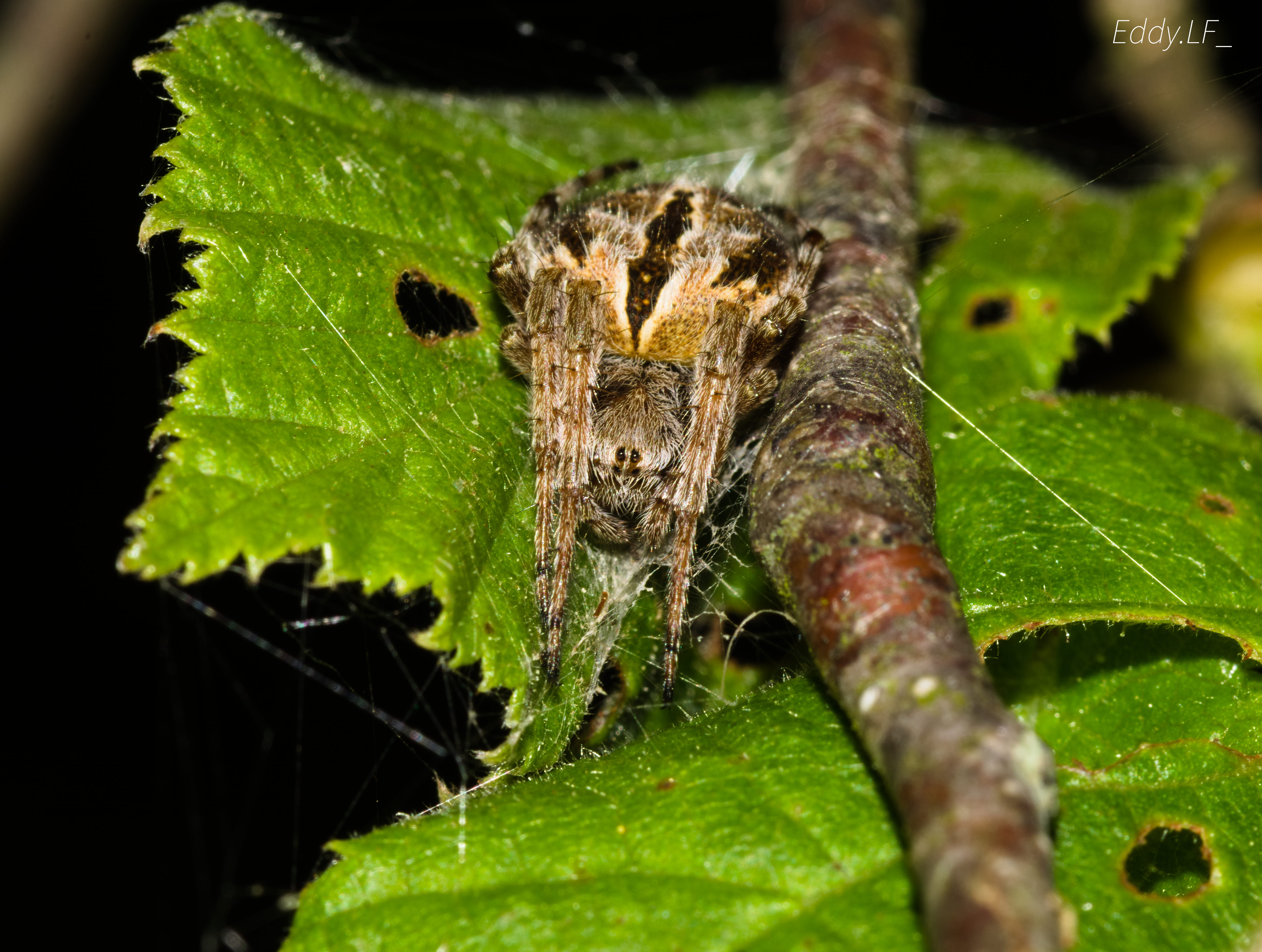
Agalenatea redii femelle, vue de face.

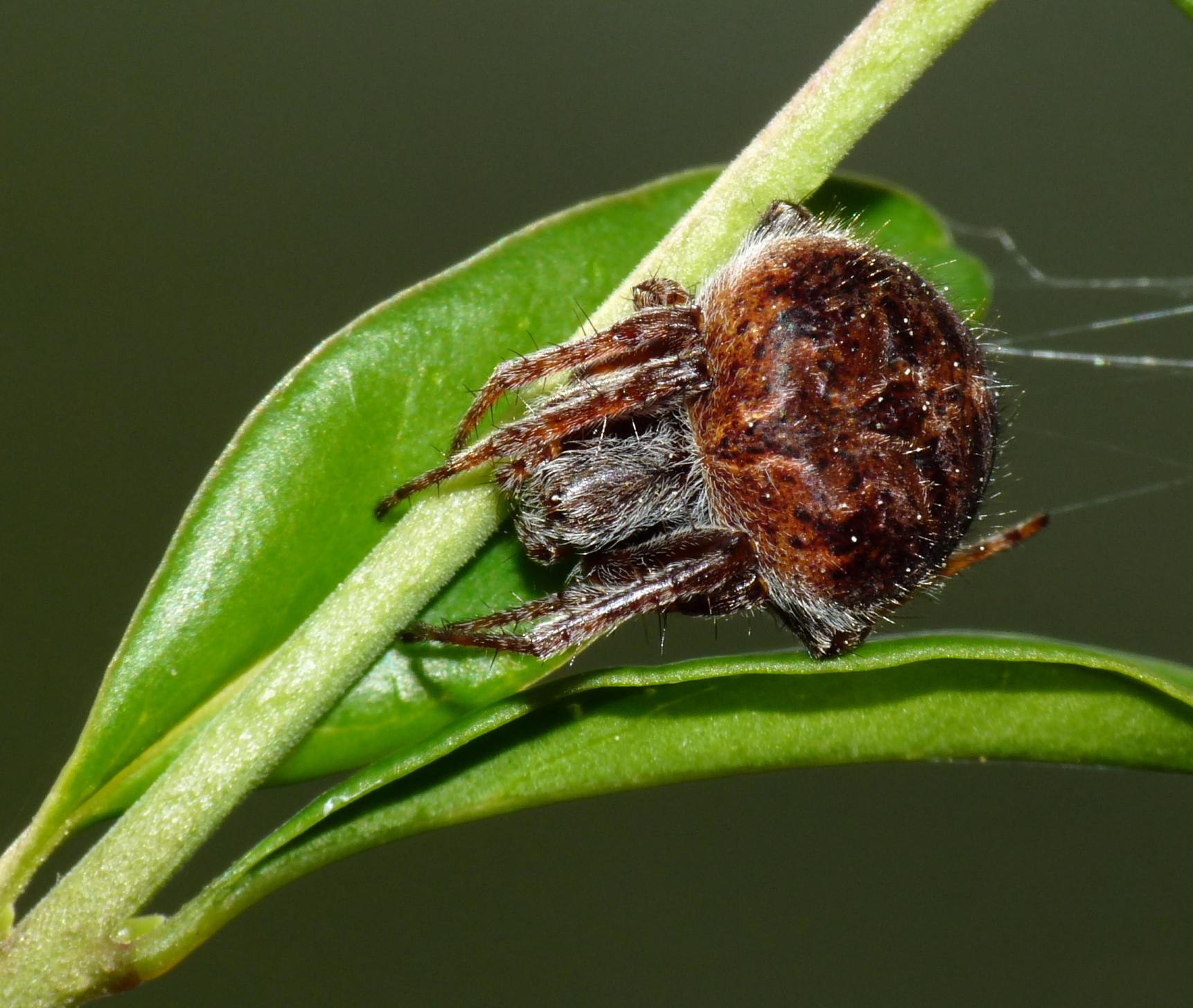
Agalenatea redii

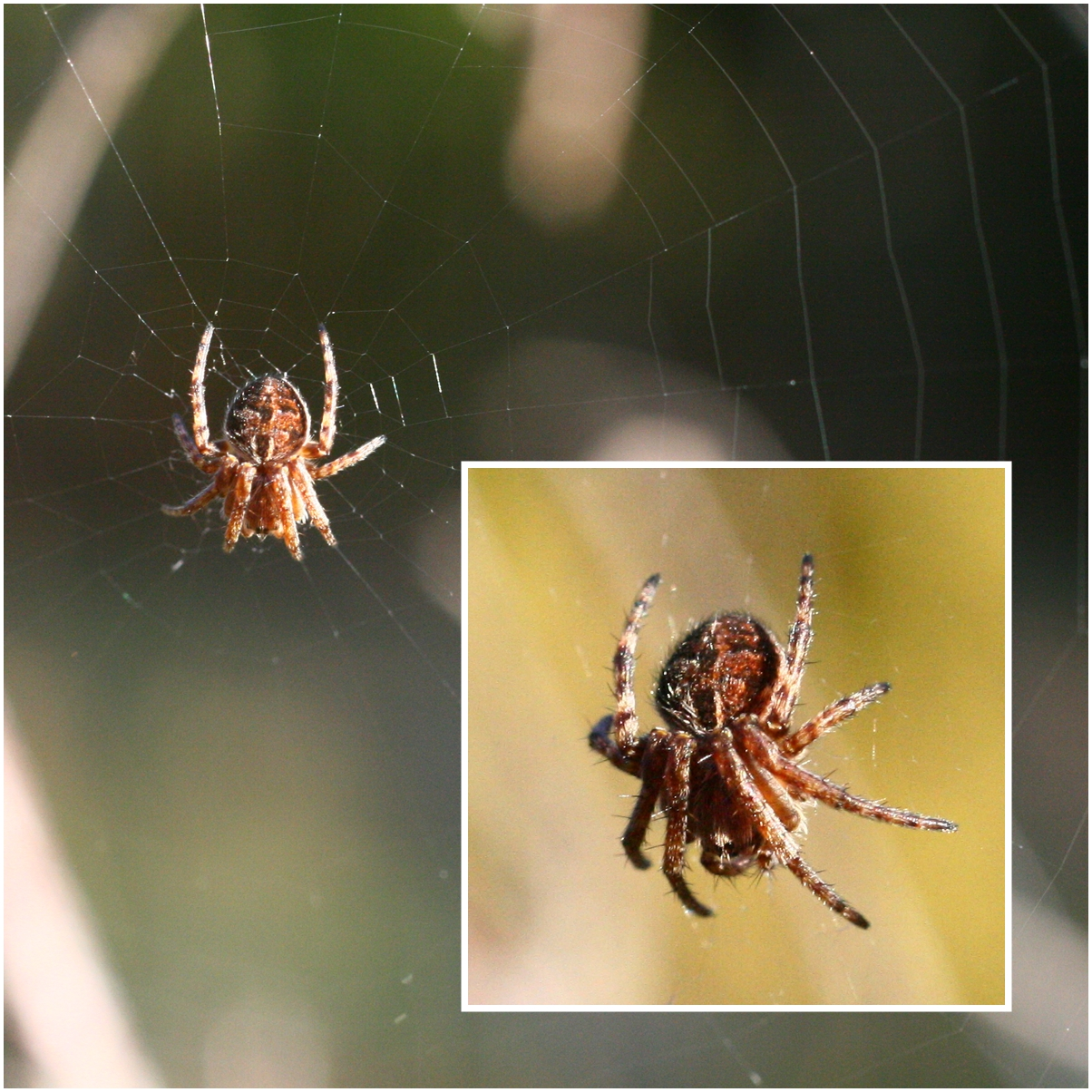
Agalenatea redii

Le motif de l'abdomen est très variable.

## Systématique et taxinomie
Cette espèce a été décrite sous le protonyme Aranea redii par Scopoli en 1763. Elle est placée dans le genre Agalenatea par Archer en 1951.
Aranea aldrovandi, Aranea cratera, Epeira solers et Epeira agalena ont été placées en synonymie par Simon en 1874.
Epeira biocellata a été placée en synonymie par Simon en 1929.
Anetes caeletron a été placée en synonymie  par Bonnet en 1955.
Agalenatea redii est l'espèce type du genre Agalenatea.

## Publication originale
- Scopoli, 1763 : « Araneae. » Entomologia carniolica, exhibens insecta carniolae indigena et distributa in ordines, genera, species, varietates. Methodo Linnaeana, Vindobonae, p. 392-404.